# Benicàssim
Benicàssim (castellà: Benicasim, oficialment Benicàssim/Benicasim) és un municipi del País Valencià situat a la comarca de la Plana Alta. Té una població de 18.991 habitants (INE 2021) durant l'hivern, mentres que a l'estiu arriba a més de 40.000, ja que la seua economia es basa en el turisme.

## Geografia
La seua orografia és plana, ja que està situat vora el mar Mediterrani, i compta amb platges extenses. En l'interior el terreny s'eleva fins als 500 metres sobre el nivell del mar. El seu punt més elevat és el pic del Bartolo, a 729 msnm.
Des de Castelló, s'accedix a Benicàssim a través de la N-340 o per mitjà de l'autopista AP-7 (eixides 45 o 46). També compta amb una estació ferroviària d'ADIF.

### Barris i pedanies
En el terme municipal de Benicàssim s'integren també els nuclis de població següents:
- Quadro Santiago.
- Desert de les Palmes.
- El Palasiet.
- Les Vil·les.
- Mas dels Frares.
- Montemolino.
- Voltants de Montornés.

### Municipis limítrofs
El terme municipal de Benicàssim limita amb les localitats següents: Castelló de la Plana, Borriol, La Pobla Tornesa, Cabanes i Orpesa, totes elles de la comarca de la Plana Alta.

## Història
Anteriorment a la conquesta, el castell de Montornés va constituir un dels més importants feus àrabs de la zona. Ens manquen també notícies sobre la seua destrucció i les causes que la van motivar. Tanmateix, se sap que el castell va ser habitat fins a finals del segle xv. La fortalesa va pertànyer als "benicàssim", que l'ocupaven abans de la conquesta del rei Jaume I.
El dia 29 de novembre de 1242, Jaume I va donar el castell de Montornés i les seues terres al seu escrivà, en Pere Sanç, en compensació pels serveis prestats en la conquesta. Les baronies de Benicàssim i de Montornés van ser sovint objecte de donacions, herències o vendes entre els nobles de la zona. Una prova evident la tenim en la notable quantitat de propietaris que es van ensenyorir el lloc des de 1242 a 1603. Així, en 1249, la Baronia de Montornés apareix en mans de Jacchesio Sancii, a qui el rei va atorgar permís per a la venda del senyoriu. Posteriorment, apareix com a amo de la baronia el senyor Pere Eximén, que presumiblement li la va comprar a Jacchesio Sancii. Més tard, Alfons III va donar Montornés, la Casa de Sant Vicent i tots els seus dominis al Monestir de Poblet. La poca rendibilitat d'estes terres, d'una banda, i els voluminosos deutes que tenien els de Poblet, de l'altra, van fer que els monjos vengueren a Jaume el Just, en 1297 la Baronia de Montornés i la vila de Castelló per 290.000 sous. En 1333, apareix com a senyor de la Baronia de Montornés Joan Eximén, fill de Pere Eiximén d'Arenós, que possiblement el succeiria en representació del rei Jaume II. Es desconeix exactament quan, però en documents posteriors apareix mesclada la Baronia de Montornés amb "el lloc de Benicàssim". Així tenim com Montornés, que ha passat novament a poder reial, és donat per Alfons V, en 1416, al bisbe de Vic, Alfons de Tous. Mort Alfons de Thous en 1420, va ser adquirida la baronia pel senyor Gilabert de Centelles, que era llavors senyor de Nules. Dels Centelles va passar al patrimoni reial fins al 24 de febrer de 1467, que Joan II el va traspassar el seu vicecanceller Joan Pagès i durant més de quaranta-huit anys van exercir els Pagés la seua jurisdicció sobre Montornés i terres de la seua demarcació.

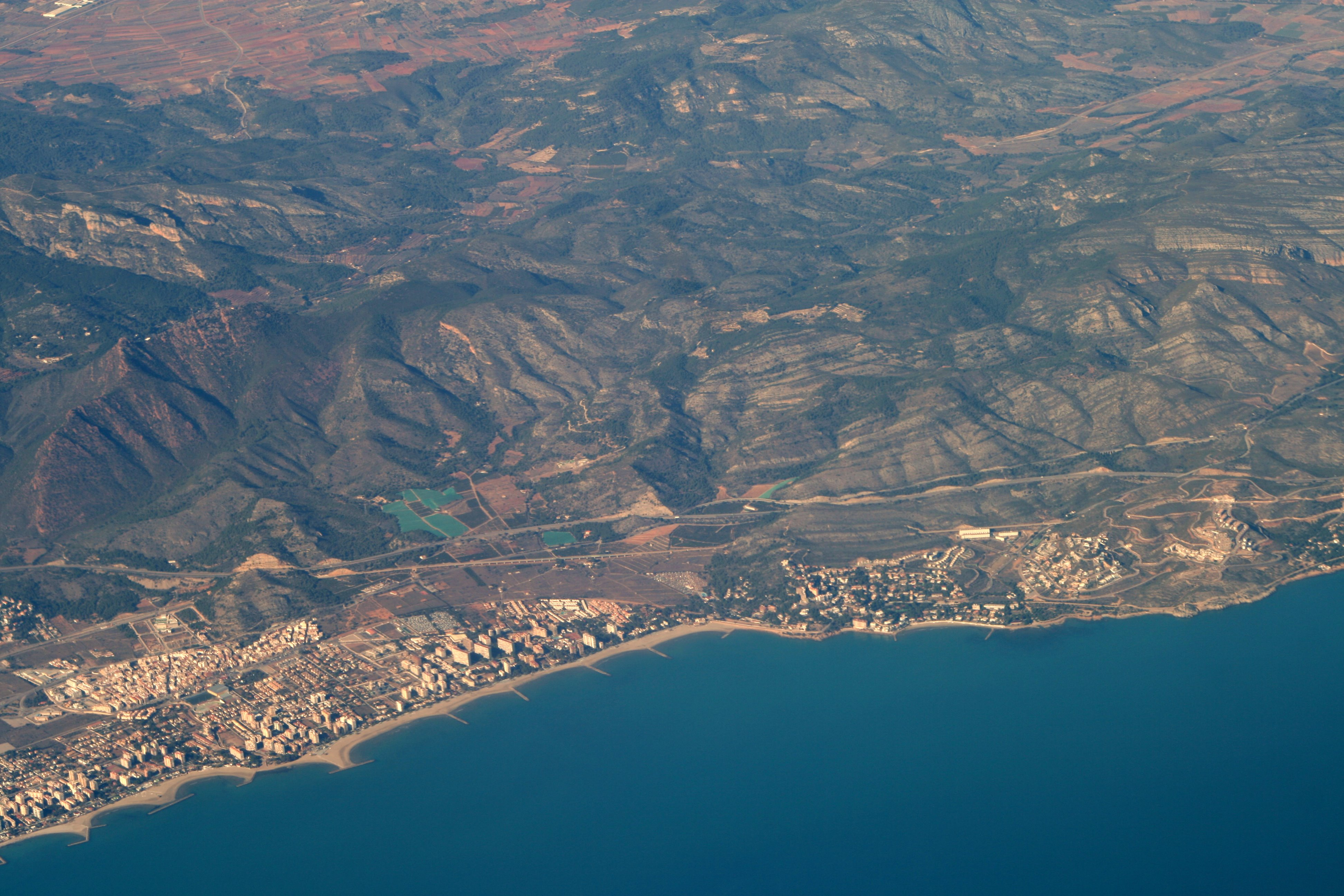
Vista aèria de Benicàssim i el Desert de les Palmes

Nicolau de Casalduch va adquirir el senyoriu per compra als Pagès. Per herència va passar a na Violant de Casalduch, qui el 9 de setembre de 1603 li va atorgar carta de poblament a fi de repoblar esta zona, molt castigada pels continus atacs i saquejos de corsaris i barbarescs. Tal mesura no va obtindre els resultats abellits, i tan sols uns pocs pobladors es van assentar en la Baronia. En eixe sentit, hi ha clars vestigis de quatre nuclis xicotets de població, dos d'ells buscant el refugi de les muntanyes, un en les terres fèrtils, molt prop de l'actual nucli urbà, i finalment un xicotet nucli mariner, enfront de la torre de Sant Vicent.
La decisió d'en Francesc Pérez Baier en 1769 de fundar una església en este lloc va constituir l'impuls definitiu a la configuració de Benicàssim com a poble. A Pérez Baier se'l qualifica sovint de fundador de Benicàssim, i realment no havia nascut encara quan Benicàssim va ser fundat per na Violant de Casalduch. Així i tot, Pérez Baier va tindre el mèrit d'aglutinar tots els veïns de Benicàssim al voltant de l'església que va fundar, fins llavors disseminats en xicotets nuclis de població i en masies.
El progrés va ser lent en principi, però espectacular a partir de 1850. Benicàssim ha sigut una de les poblacions pioneres a Espanya com a centre turístic. Així, tenim com en 1887 es construí la primera vil·la d'estiu. El gran auge que va prendre Benicàssim a principis de segle xx li va valdre posteriorment el qualificatiu del "Biarritz valencià". Des de la primera construcció fins hui, Benicàssim ha patit una profunda transformació basada exclusivament en el turisme. Actualment el municipi té una capacitat receptora de 100.000 turistes.

## Demografia
El desenvolupament del sector turístic li ha donat un fort impuls demogràfic durant els últims anys. També s'ha incrementat la immigració estrangera.
| 1990  | 1992  | 1994  | 1996  | 1998   | 2000   | 2002   | 2004   | 2005   | 2010   | 2012   | 2015   | 2017   | 2019   | 2021   | 2023   |
| ----- | ----- | ----- | ----- | ------ | ------ | ------ | ------ | ------ | ------ | ------ | ------ | ------ | ------ | ------ | ------ |
| 6.565 | 6.640 | 8.405 | 9.913 | 10.702 | 11.874 | 13.901 | 15.151 | 16.200 | 18.206 | 18.753 | 18.098 | 17.964 | 18.192 | 18.991 | 19.951 |

## Economia
El sector turístic predomina sobre els altres.

## Política i govern

### Composició de la Corporació Municipal
El Ple de l'Ajuntament està format per 17 regidors. En les eleccions municipals de 26 de maig de 2019 foren elegits 6 regidors del Partit Popular (PP), 4 del Partit Socialista del País Valencià (PSPV-PSOE), 3 de Ciutadans - Partit de la Ciutadania (Cs), 2 de Compromís per Benicàssim (Compromís), 1 d'Ara Benicàssim-Unides Podem (Podem-EUPV) i 1 de Vox.
| Eleccions municipals de 26 de maig de 2019 - Benicàssim |                                          |                                     |                                     |         |          |          |
| Candidatura | Candidatura                              | Candidatura                         | Cap de llista                       | Vots    | Vots     | Regidors |
| | Partit Popular                           |                                     | Susana Marqués Escoin               | 2.914   | 33,38%   | 6 ()     |
| | Partit Socialista del País Valencià-PSOE |                                     | Miguel Alcalde Sánchez              | 1.916   | 21,95%   | 4 (+1)   |
| | Ciutadans - Partit de la Ciutadania      |                                     | Cristina Fernández Alonso           | 1.345   | 15,41%   | 3 (+1)   |
| | Compromís per Benicàssim                 |                                     | Joan Artur Bonet Hancox             | 1.222   | 14,00%   | 2 (-1)   |
| | Ara Benicàssim-Unides Podem              |                                     | Manolo Begués Lirola                | 720     | 8,25%    | 1 (-1)   |
| | Vox                                      |                                     | José Carlos García Sampayo          | 521     | 5,97%    | 1 (+1)   |
| | Altres candidatures                      |                                     |                                     | 28      | 0,32%    | 0 ( -1)  |
| | Vots en blanc                            |                                     |                                     | 63      | 0,72%    |          |
| Total vots vàlids i regidors | Total vots vàlids i regidors             | Total vots vàlids i regidors        | Total vots vàlids i regidors        | 8.729   | 100 %    | 17       |
| | Vots nuls                                | Vots nuls                           | Vots nuls                           | 52      | 0,59%    |          |
| Participació (vots vàlids més nuls) | Participació (vots vàlids més nuls)      | Participació (vots vàlids més nuls) | Participació (vots vàlids més nuls) | 8.781   | 66,31%** |          |
| Abstenció | Abstenció                                | Abstenció                           | Abstenció                           | 4.461*  | 33,69%** |          |
| Total cens electoral | Total cens electoral                     | Total cens electoral                | Total cens electoral                | 13.242* | 100 %**  |          |
| Alcaldessa: Susana Marqués Escoin (PP) (15/06/2019) Per majoria absoluta dels vots dels regidors (9 vots: 6 de PP i 3 de Cs)                                  |                                          |                                     |                                     |         |          |          |
| Fonts: Ministeri de l'Interior, Junta Electoral de Zona de Castelló, Periòdic Ara. (* No són vots sinó electors. ** Percentatge respecte del cens electoral.) |                                          |                                     |                                     |         |          |          |

### Alcaldes
Des de 2011 l'alcaldessa de Benicàssim és Susana Marqués Escoín del Partit Popular.
| Període                       | Alcalde o alcaldessa                          | Partit polític | Data de possessió     | Observacions               |
| ----------------------------- | --------------------------------------------- | -------------- | --------------------- | -------------------------- |
| 1979–1983                     | Domingo Tárrega Bernal                        | ADIP           | 19/04/1979            | --                         |
| 1983–1987                     | José María Tárrega Casañ                      | APB            | 28/05/1983            | --                         |
| 1987–1991                     | Joaquín Castaño Adelantado                    | AP             | 30/06/1987            | --                         |
| 1991–1995                     | Francesc Colomer Sánchez                      | EUPV           | 15/06/1991            | --                         |
| 1995–1999                     | Alejandro García Guinot                       | PP             | 17/06/1995            | --                         |
| 1999–2003                     | Javier Asín Bernal                            | PP             | 03/07/1999            | --                         |
| 2003–2007                     | Francesc Colomer Sánchez Manuel Llorca Sellés | PSPV-PSOE ARB  | 14/06/2003 29/07/2004 | Moció de censura PP+ARB -- |
| 2007–2011                     | Francesc Colomer Sánchez                      | PSPV-PSOE      | 16/06/2007            | --                         |
| 2011–2015                     | Susana Marqués Escoín                         | PP             | 11/06/2011            | --                         |
| 2015–2019                     | Susana Marqués Escoín                         | PP             | 13/06/2015            | --                         |
| 2019-2023                     | Susana Marqués Escoín                         | PP             | 15/06/2019            | --                         |
| Des de 2023                   | Susana Marqués Escoín                         | PP             | 17/06/2023            | --                         |
| Fonts: Generalitat Valenciana |                                               |                |                       |                            |

## Monuments

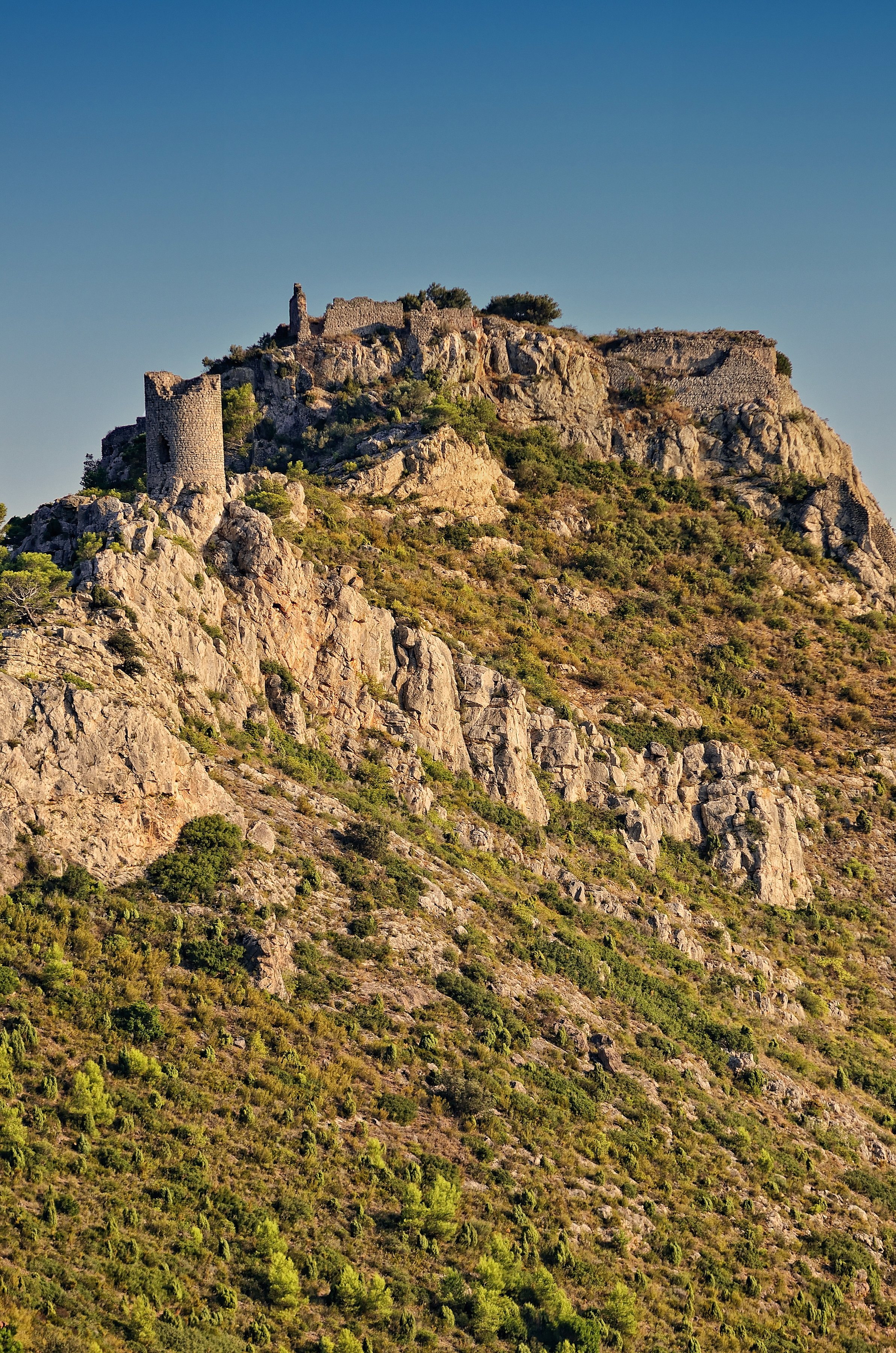
Castell de Montornés

### Monuments religiosos
- Església Sant Tomàs de Villanueva. Construïda a iniciativa de Pérez Baier davall l'advocació de Sant Tomàs de Villanueva. És d'estil neoclàssic. El seu interior està decorat amb obres del pintor sogorbí Camarón. Es va construir entre 1769 i 1776, i va ser la base de la formació de la vila en l'actual emplaçament.

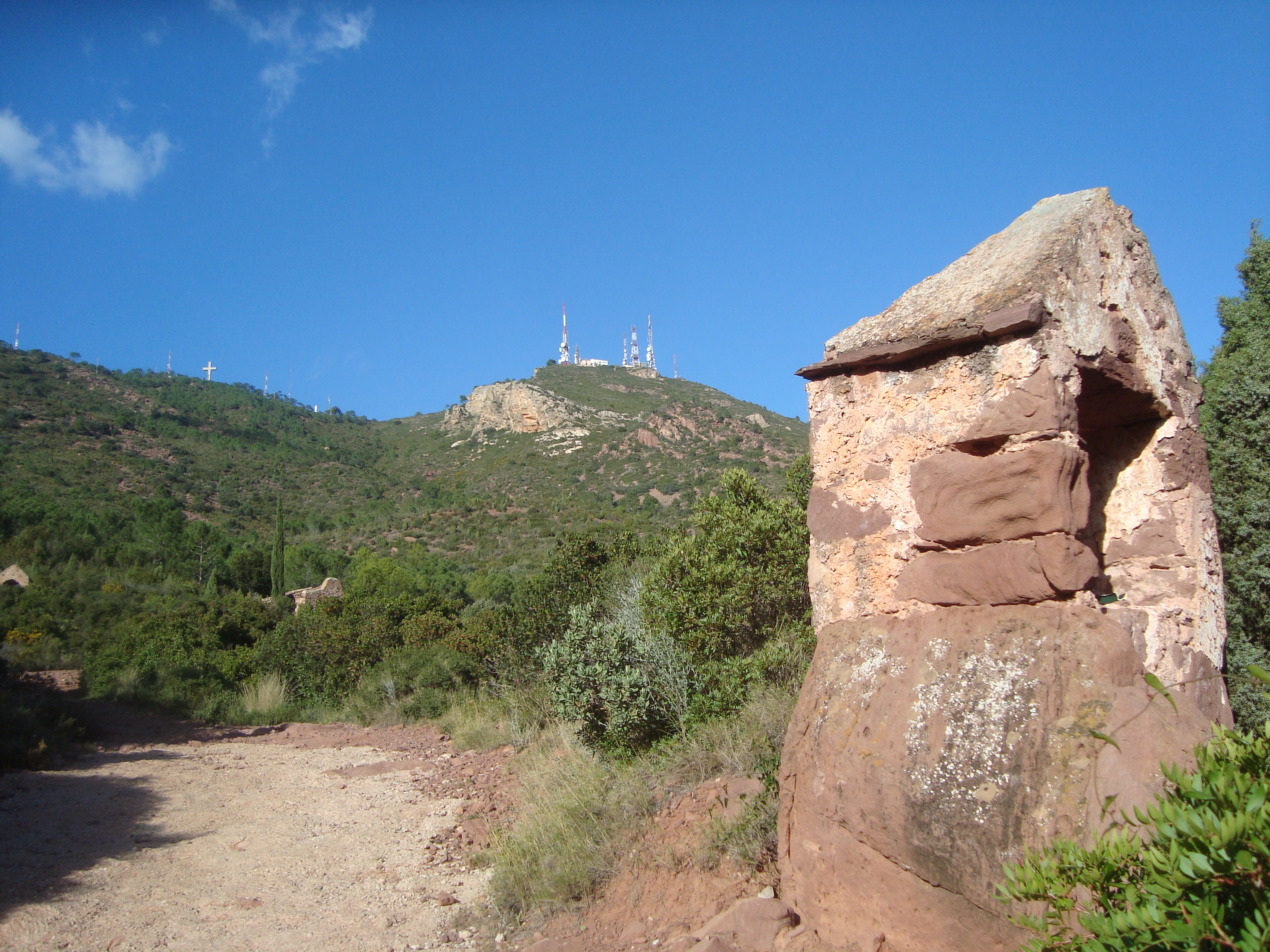
Panoràmica del cim del Bartolo, en el Desert de les Palmes, i el Calvari vell

- Panoràmica del cim del Bartolo, en el Desert de les Palmes, i el Calvari vellErmita de la Magdalena. Edifici d'interés arquitectònic.
- Ermita de les Santes.
- Monestir dels Carmelites Descalços. Situat en el Desert de les Palmes.
- Creu del Bartolo. Situat a prop del cim del Bartolo, en el Desert de les Palmes.

### Monuments civils
- Castell de Montornés. Sistema defensiu dels musulmans. En el segle xiii és assetjat i pres per Jaume I el Conqueridor (1233).

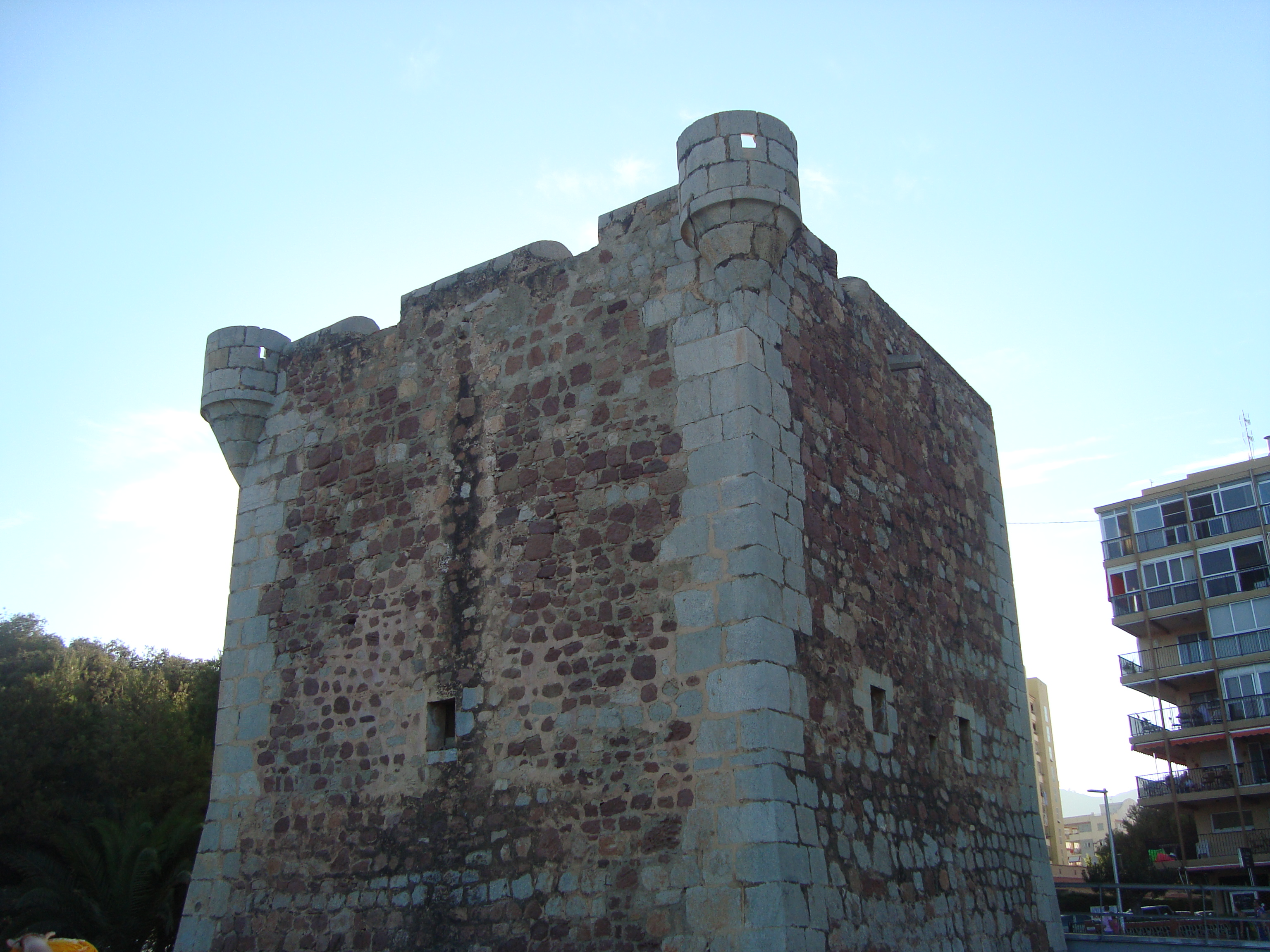
Torre de Sant Vicent, Benicàssim

- Torre de Sant Vicent, BenicàssimTorre de Sant Vicent. Constituïa una de les díhuit torres de sentinella amb què comptava el nord de la costa valenciana, i que tenien com a missió la vigilància i defensa. D'ací que, a mitjan segle xvi es construïra esta torre per decisió presa en les Corts de Montsó. És de planta quadrada, construïda de maçoneria aconcertada i angulars de carreu. Té un matacà amb espitlleres i en els racons de la part posterior que dona al mar, dues torretes circulars a l'altura de la terrassa. S'accedeix a l'interior per una sola porta que es troba a un metre huitanta centímetres d'altura.
- Les Vil·les. Es coneix com a les Vil·les la zona litoral en què, a finals del segle xix, van començar a alçar-se nombroses cases d'estiueig. La primera va ser Vil·la Pila, i un exemple destacat n'és Vil·la Maria. A ella van seguir quasi immediatament altres residències estiuenques propietat de famílies de València. Hui, en eixa zona, a més de les antigues vil·les es pot gaudir d'una variada i completa infraestructura turística: hotels, restaurants, càmpings, discoteques, bars cafeteries...

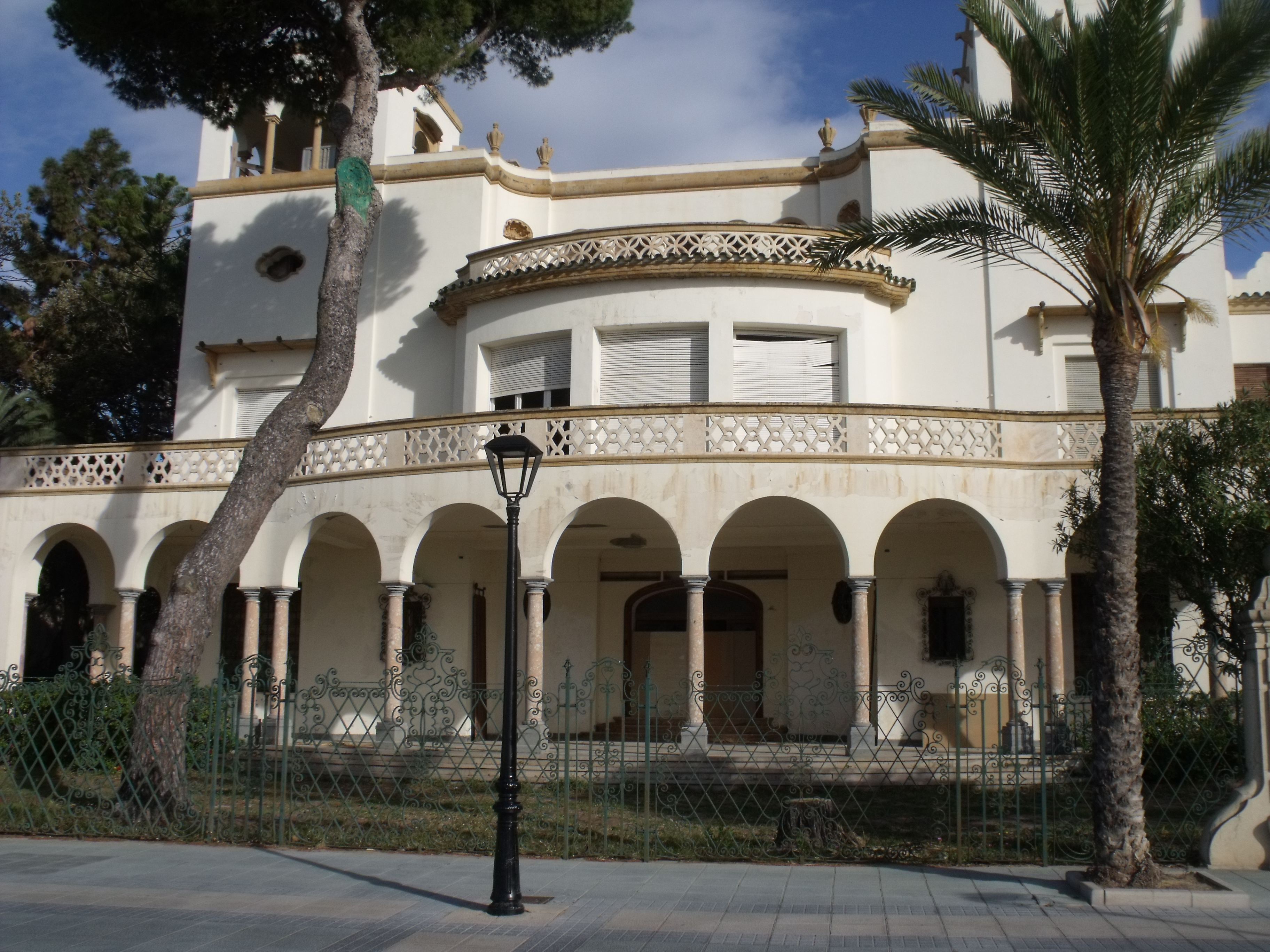
Vila Elisa 1942
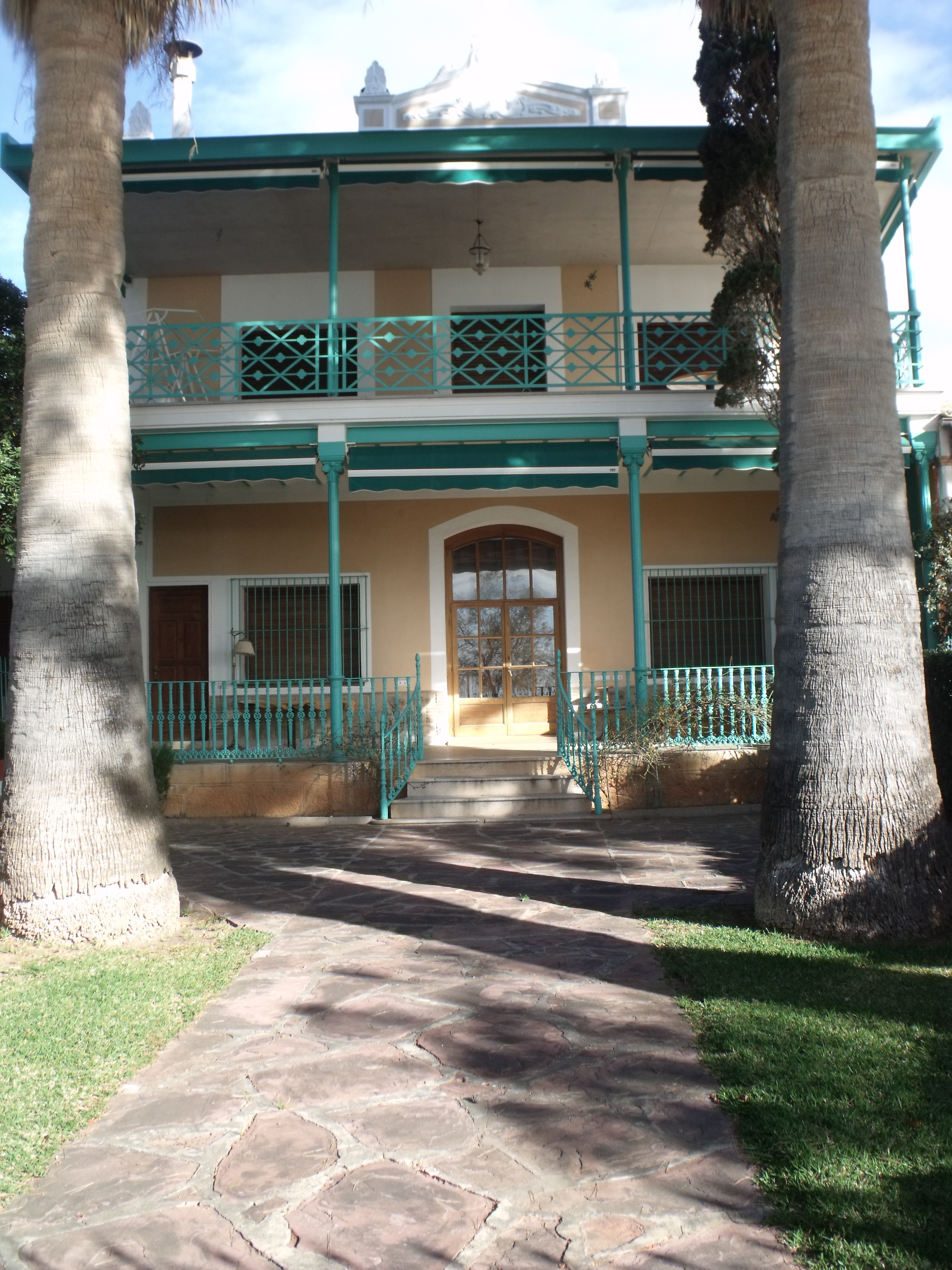
Vila Carpi
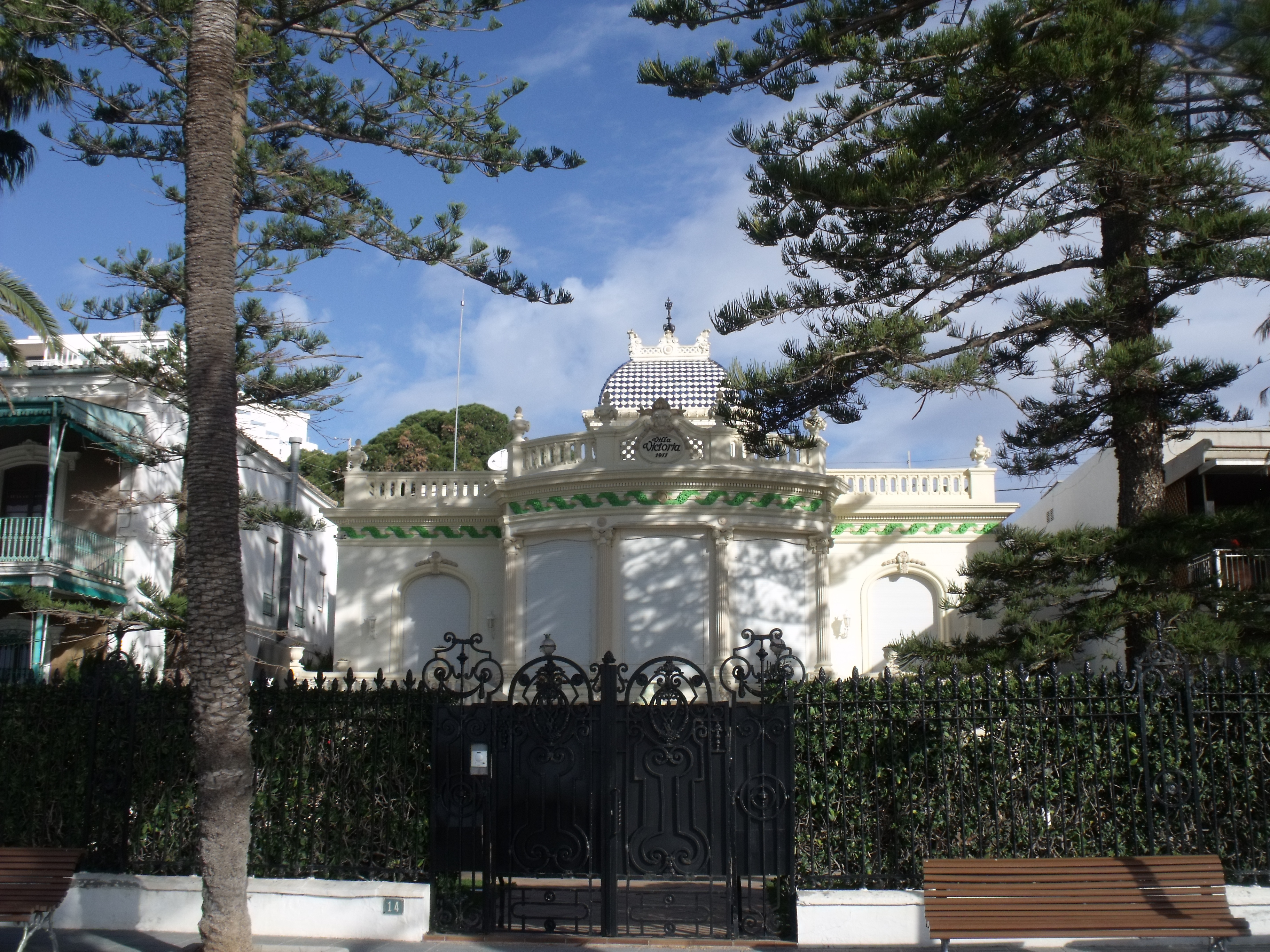
Vila Victoria 1911
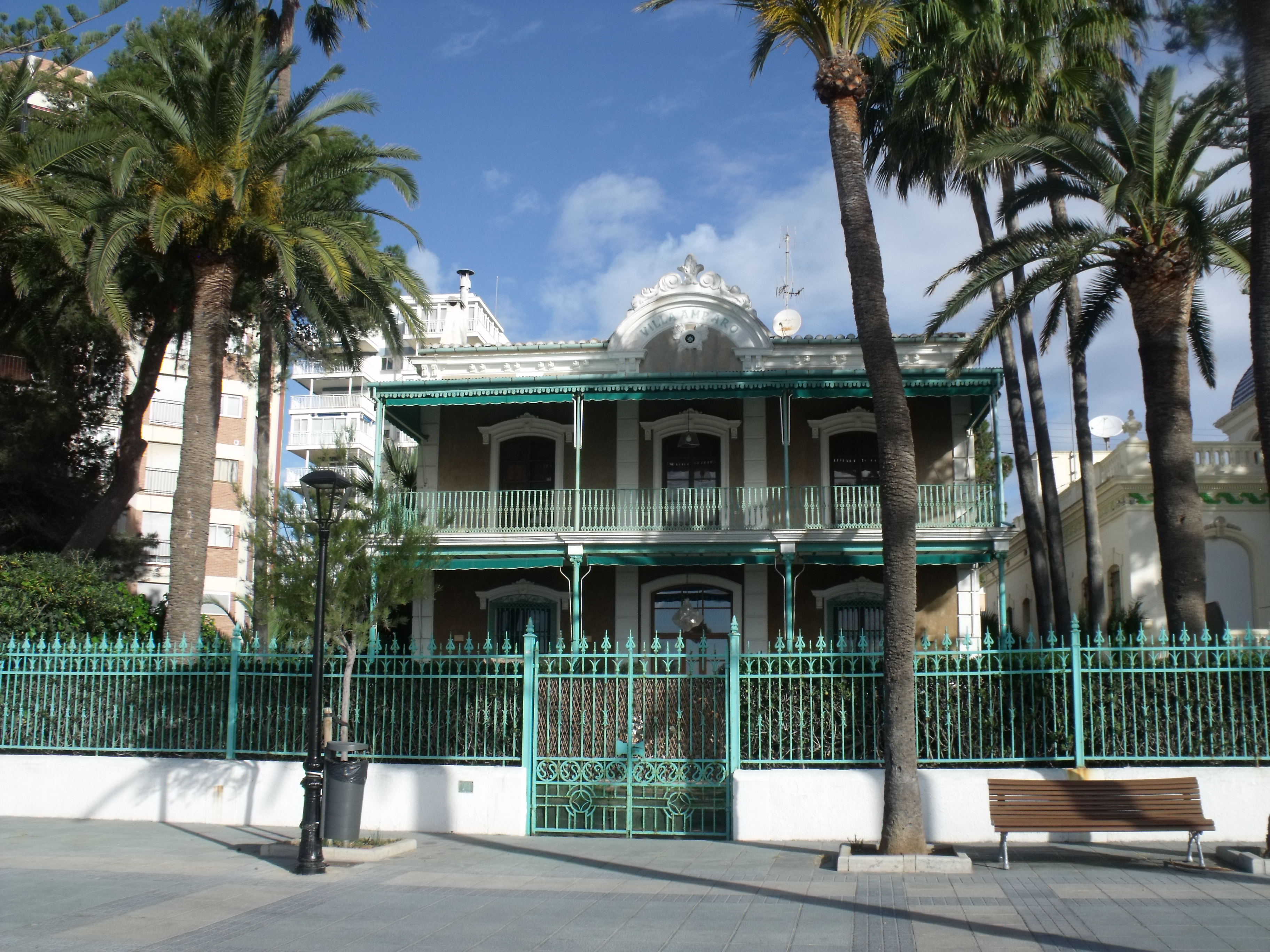
Vila Amparo 1880-1920
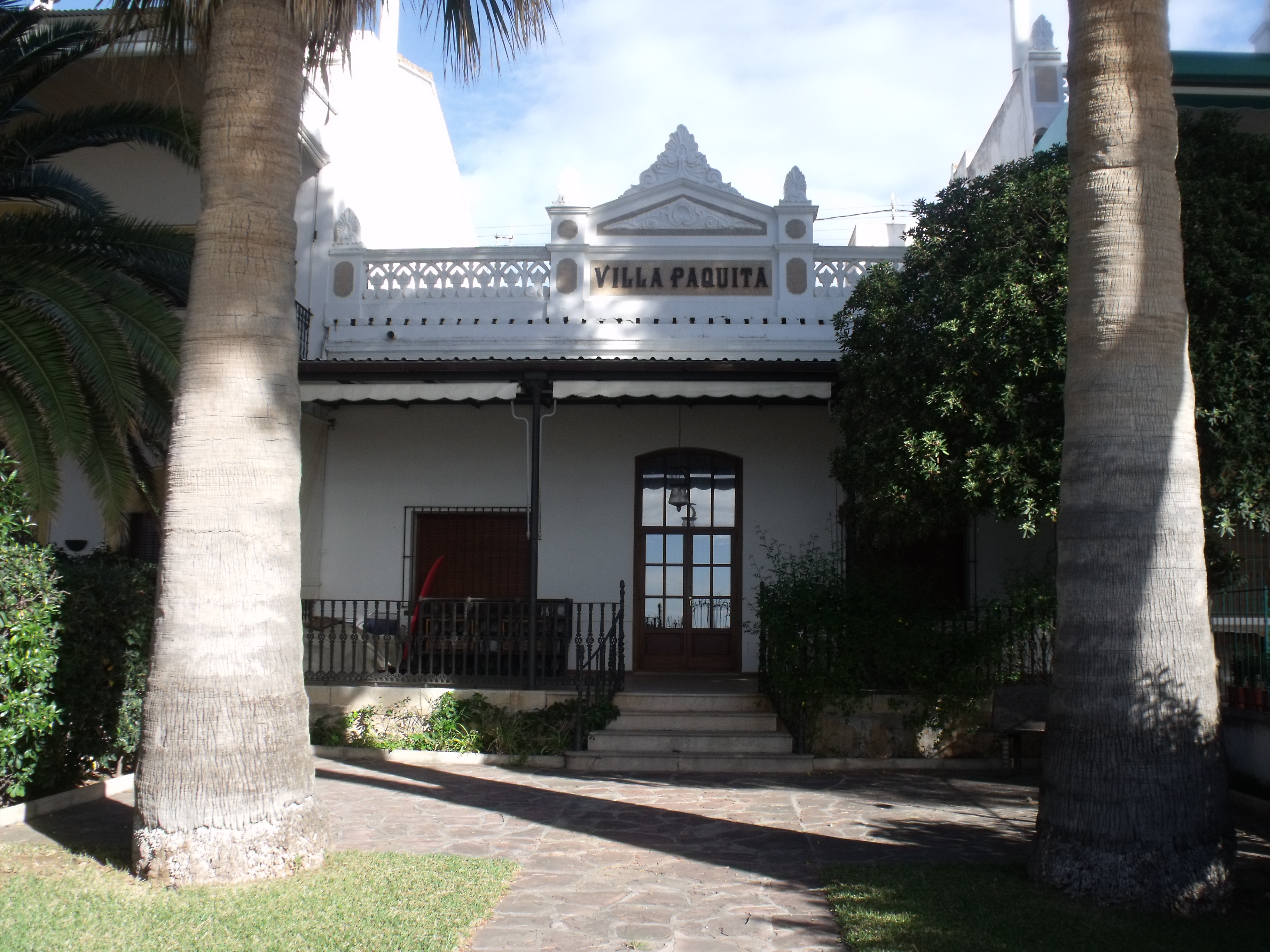
Vila Paquita finals del XIX

## Llocs d'interés

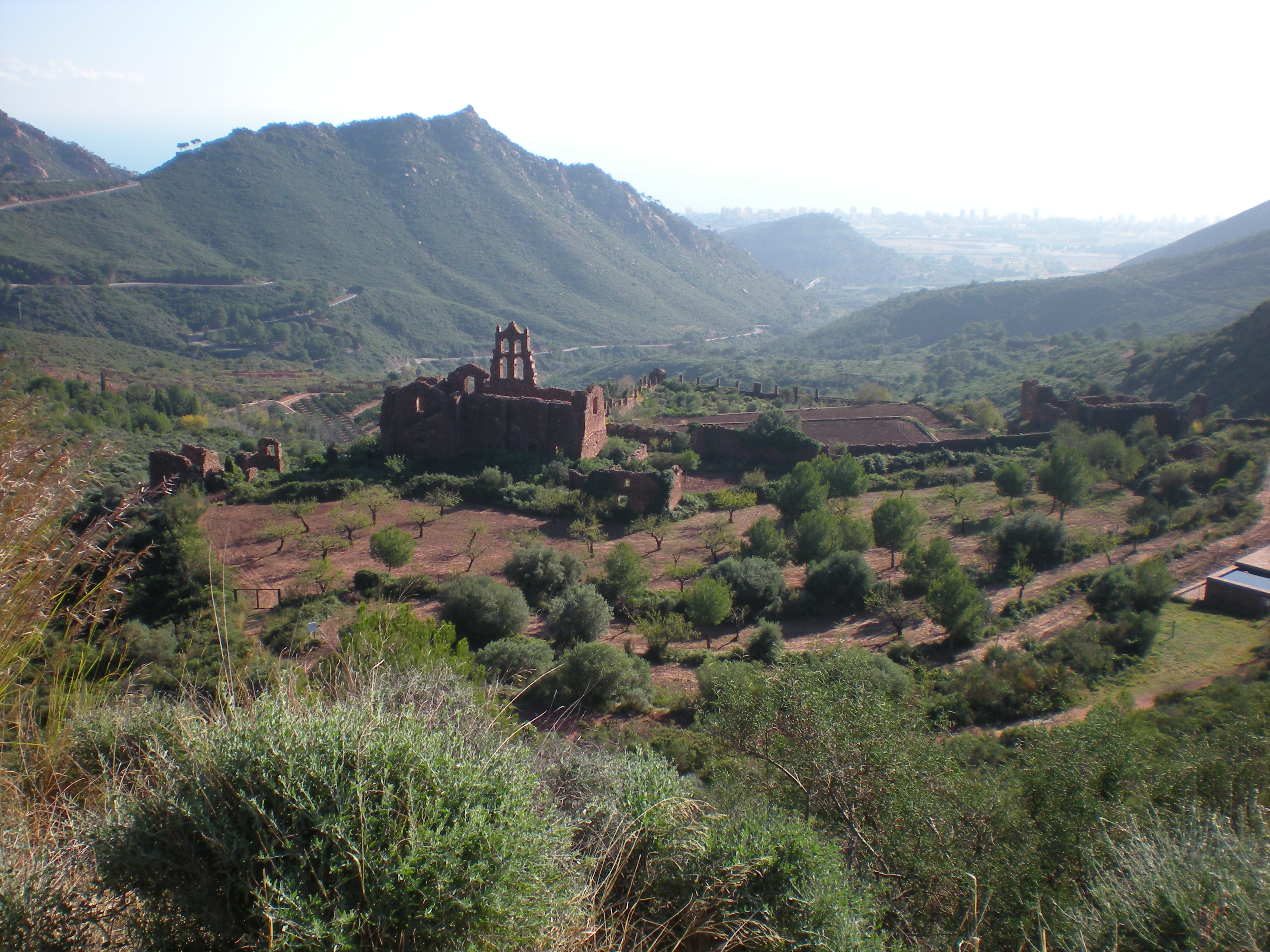
El monestir vell del Desert de les Palmes

- Desert de les Palmes. Parc natural situat en l'interior on hi ha gran quantitat d'espècies autòctones. És una regió muntanyosa litoral paral·lela a la costa, punt de referència singular en el paisatge de la Plana Alta. Estes muntanyes apareixen com un agrest teló de fons sobre les planes costaneres i les valls de l'interior. Té unes característiques geològiques summament interessants, sent el tipus de roca dominant el gres (molt abundant al País Valencià sobretot en les serres del Desert, la serra d'Espadà i Calderona). A més del gres hi ha alguns jaciments calcaris que donen lloc a suaus relleus en les cimes de les serres del Desert i dels Santes, inclòs el cim del Bartolo (729 msnm).
- Muntanya Bartolo. Des d'on es contempla una esplèndida panoràmica i en els dies clars s'aprecien les Illes Columbretes.

### Platges
- Platja de la Torre de Sant Vicent. Deu el nom a la torre sentinella que la domina. És una de les platges més concorregudes durant el període estival i durant tot l'any. Guardonada amb el distintiu de Bandera Blava dels Mars Nets d'Europa.
- Platja Heliòpolis. És un exemple notable del creixement urbanístic que va tindre lloc en la dècada dels 60 del segle passat i també recorreguda per un extens passeig marítim.
- Platja dels Terrers. S'hi fan cursets de navegació a vela.
- Platja de Voramar. Es caracteritza per la tranquil·litat de la zona residencial on està ubicada. Gràcies a la seua situació privilegiada, des del seu passeig marítim es poden contemplar les esplèndides viles de principis del segle xx i per les que Benicàssim va ser conegut com el "Biarritz valencià". Guardonada amb el distintiu de Bandera Blava dels Mars Nets d'Europa.
- Platja de l'Almadrava. Deu el nom als artefactes de pesca que s'hi instal·laven antigament. És la prolongació cap al sud de la platja del Voramar, per la qual cosa tenen característiques semblants. Guardonada amb el distintiu de Bandera Blava dels Mars Nets d'Europa.

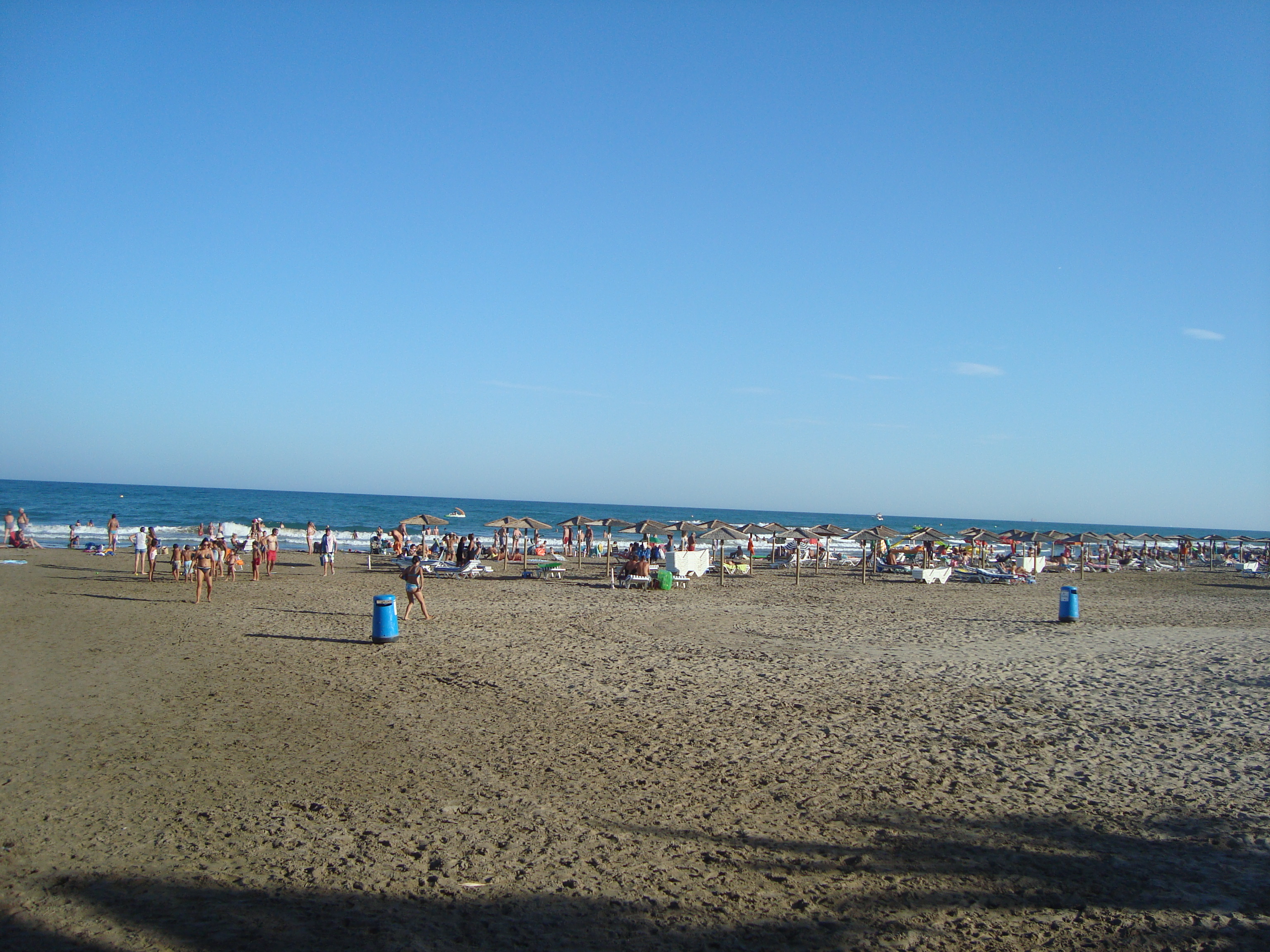
Platja de l'Almadrava
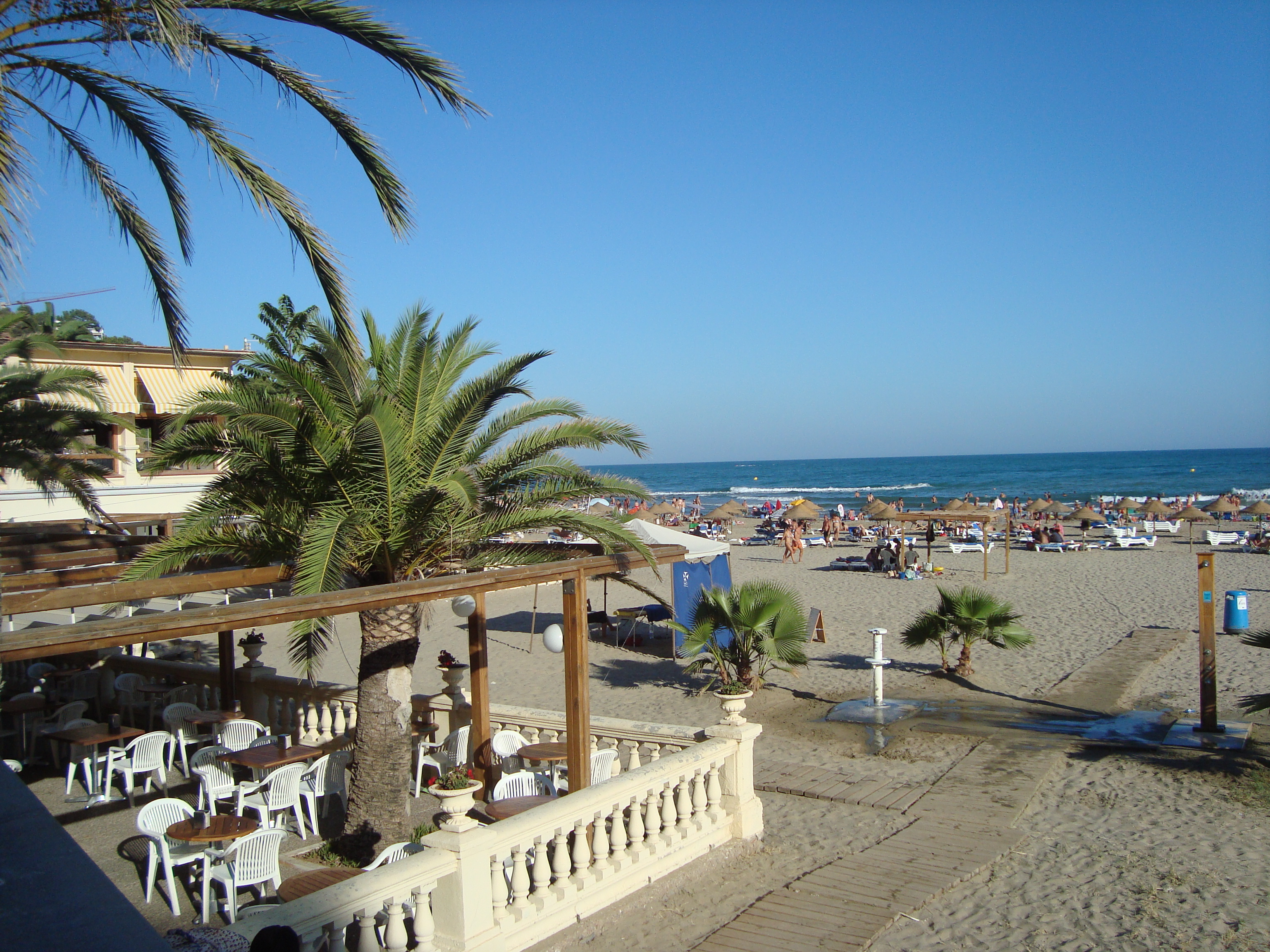
Platja de Voramar
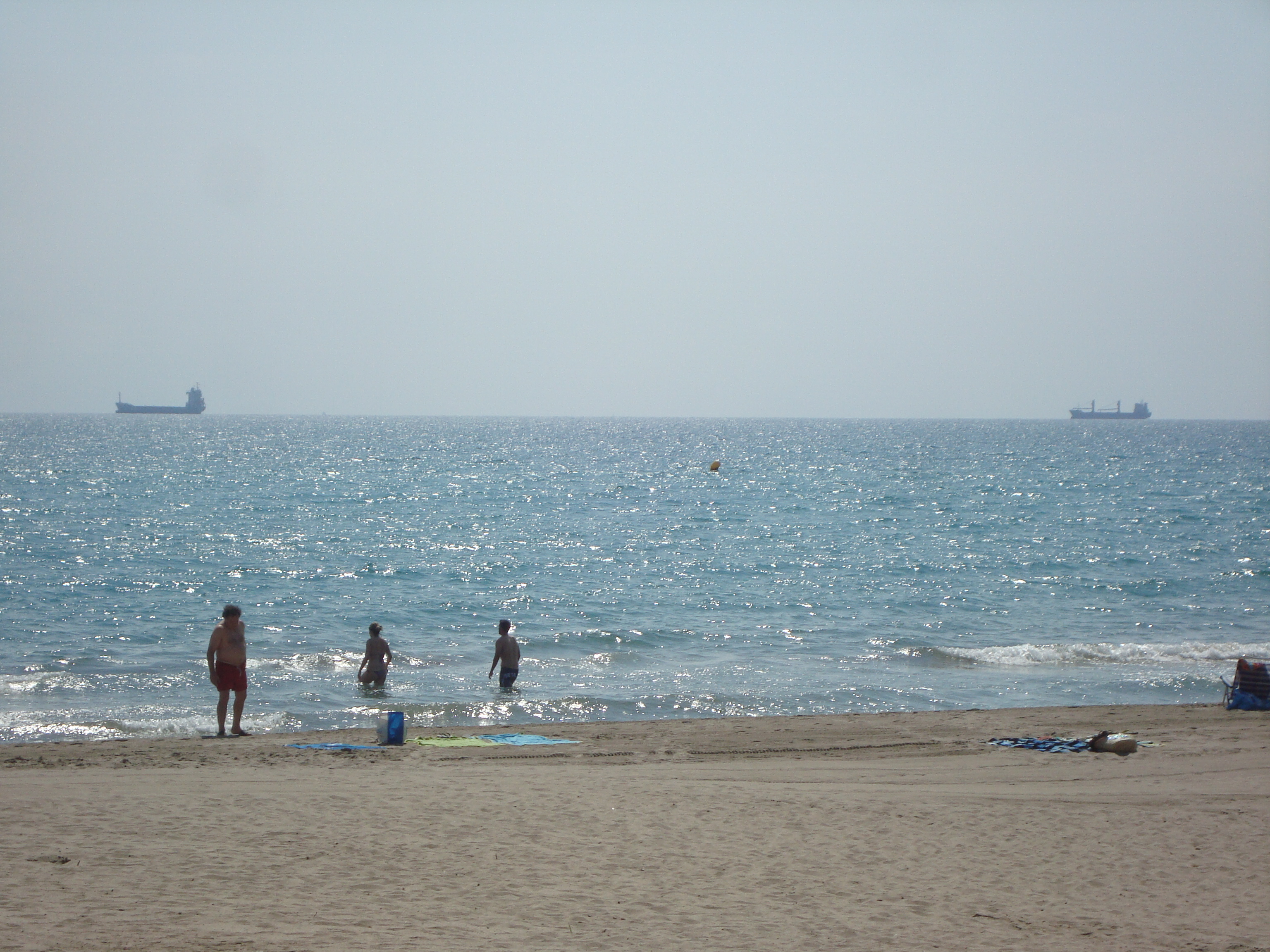
Platja Heliòpolis
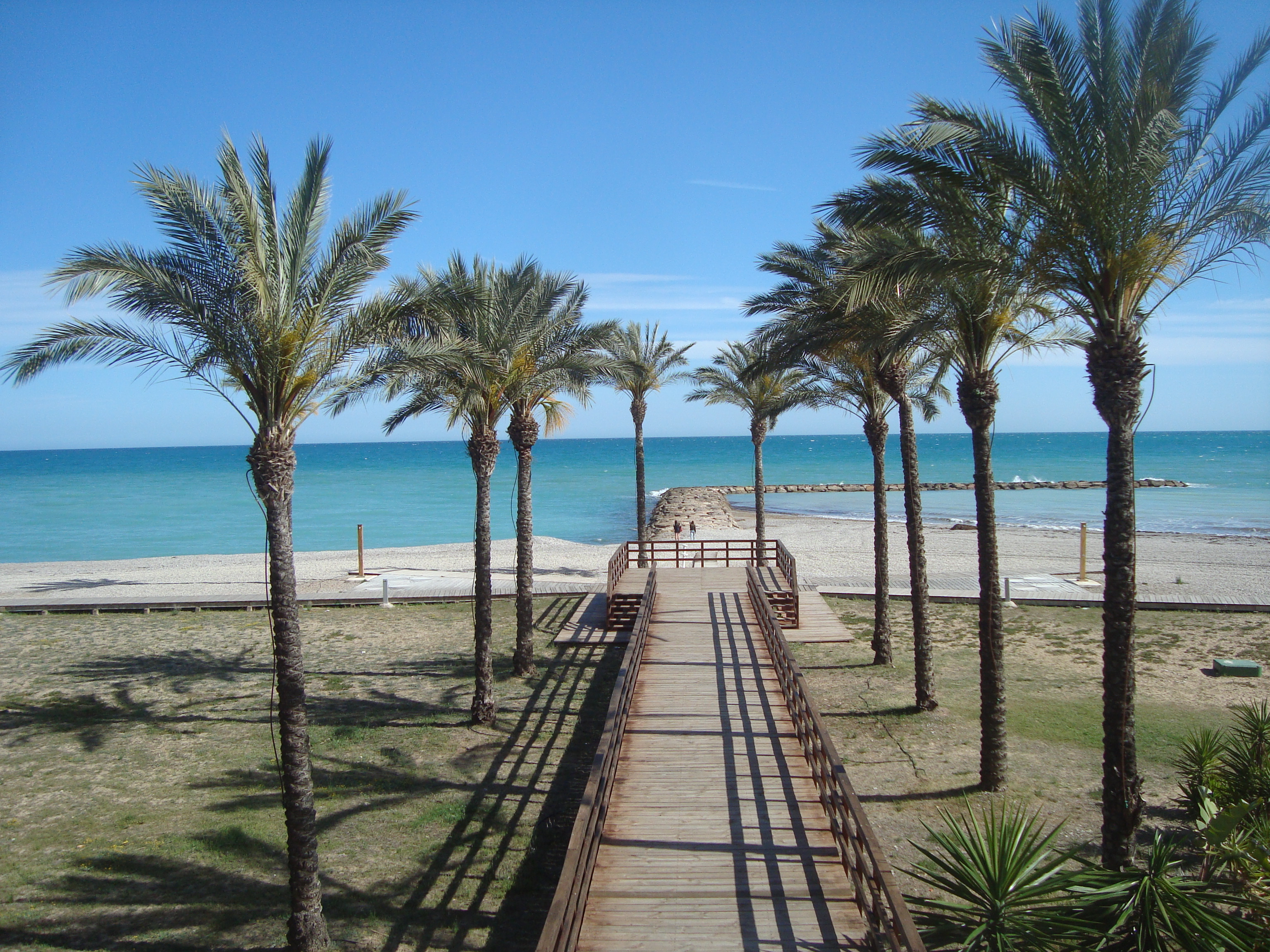
Platja dels Terrers
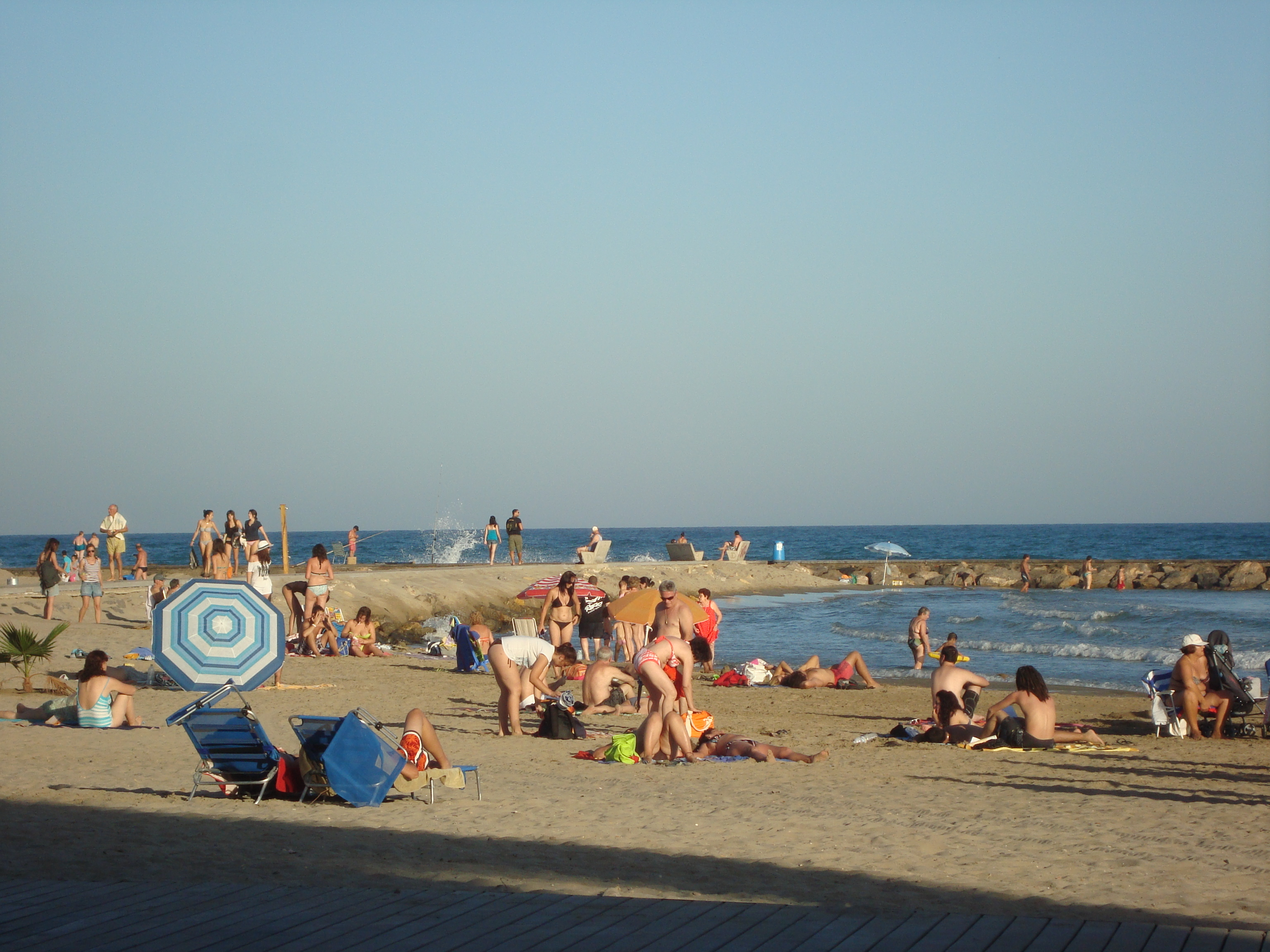
Platja de la Torre de Sant Vicent
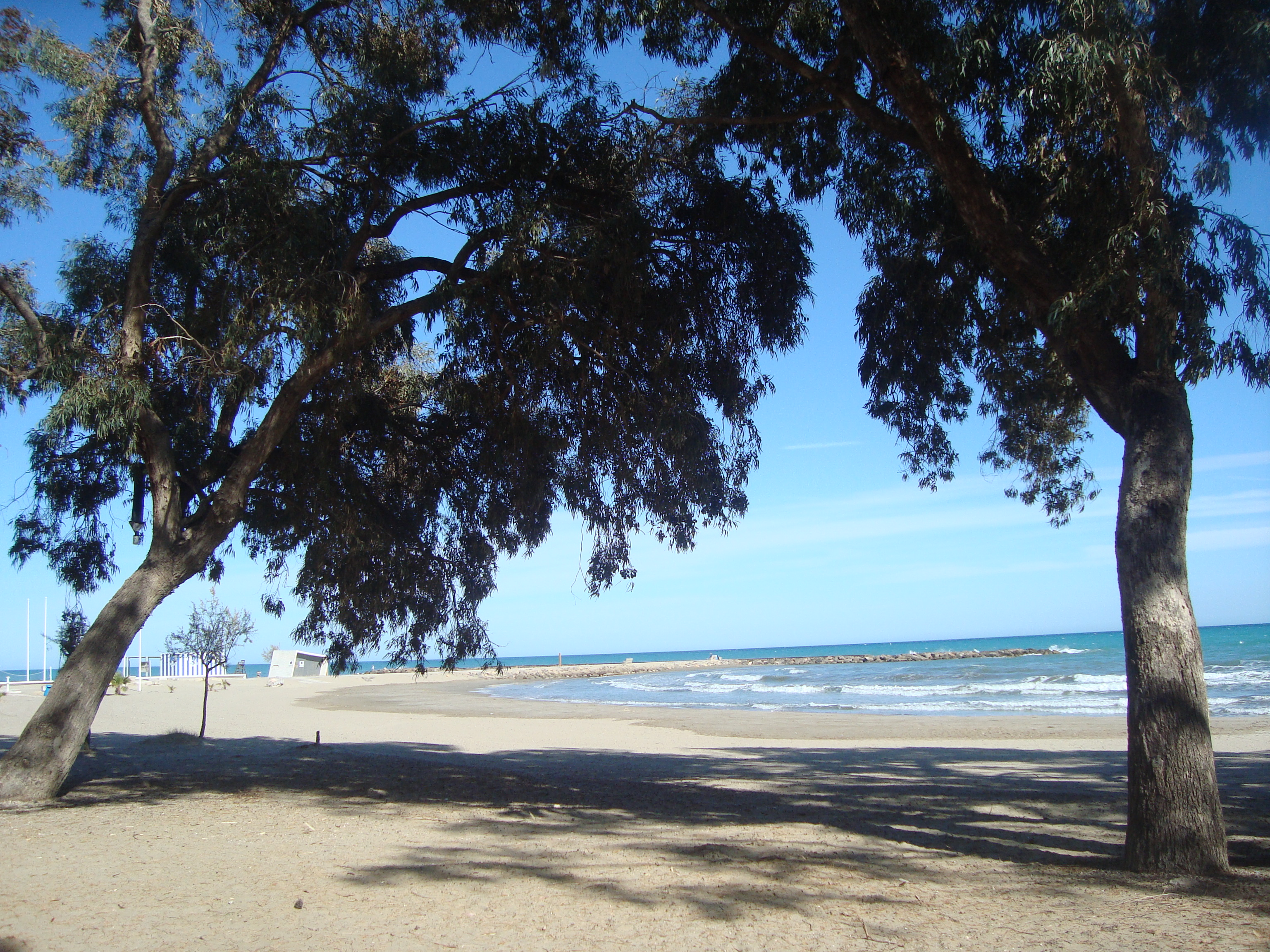
Platja de la Torre de Sant Vicent

## Festes i esdeveniments

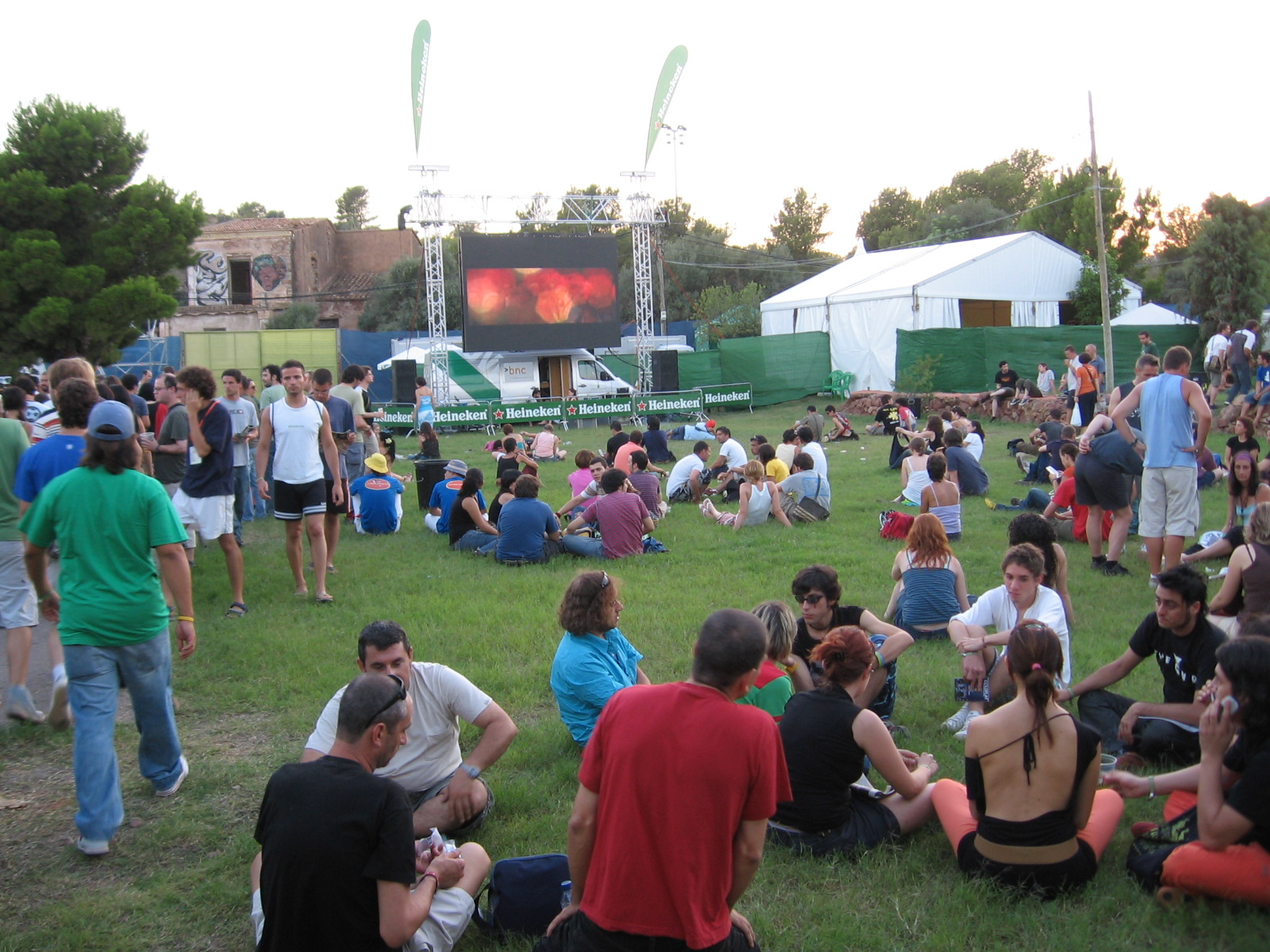
Assistents al Festival Internacional de Benicàssim en l'edició de 2005

- Festes de Sant Antoni Abad. Les festes patronals se celebren el 17 de gener, dedicades a sant Antoni Abat i santa Àgueda. Hi ha desfilades de carrosses guarnides, benedicció d'animals domèstics, repartiment de pa beneït, conegut com la coqueta, i s'encenen fogueres.
- Romeria de Santa Àgueda. Al febrer.
- Peregrinació a la Creu del Bartolo. Se celebra l'últim diumenge d'octubre.
- Sant Joan. En la nit de Sant Joan hi ha la tradició d'anar a la platja a les dotze de la nit per a banyar-se els peus i demanar un desig.
- Certamen Internacional de Guitarra Clàssica "Francesc Tàrrega".
- Sant Tomàs de Villanueva. Les festes en honor del patró de l'església parroquial se celebren la setmana que inclou el 22 de setembre, amb actes típics i populars: revetles, entrada de vaques, bous embolats i focs artificials són els actes més populars.
- FIB (Festival Internacional de Benicàssim). És un gran esdeveniment musical, que se celebra durant el juliol (antigament es feia a l'agost), on es reunixen jóvens de tot Europa per a escoltar música alternativa.
- Viñarock. Festival de rock, hip-hop i metal que en la seua edició de 2007 es va celebrar a Benicàssim.
- Rototom Sunsplash. Festival de reggae, que a partir de 2010 se celebra a Benicàssim. Abans se celebrava a Itàlia.
- Premi Internacional de Literatura de Viatges Ciutat de Benicàssim.